# La Patrie (municipalité)
Pour les articles homonymes, voir La Patrie.
La Patrie est une municipalité québécoise située dans la municipalité régionale de comté (MRC) du Haut-Saint-François en Estrie.

## Histoire
Mission de 1871 à 1875, diocèse de Sherbrooke; nomination du premier curé et ouverture des registres de la paroisse.
La Patrie est fondée pour la colonisation fait en vertu de l'Acte de Rapatriement de 1875; loi dont le but était de rapatrier une partie des 400,000 Canadiens français émigrés aux États-Unis. En avril 1875, le premier convoi de colons arrive dans Ditton. Jérôme-Adolphe Chicoyne, agent de colonisation, responsable des rapatriés, y accueille 16 familles. Le 16 avril 1875, le village comptait 308 habitants et l'année suivante, 969 habitants, plus de 300 maisons et quatre mille acres de terre étaient défrichés.
Le 3 mai 1875  la population choisit le nom de La Patrie, la première colonie de rapatriement canadienne française.

### Regroupement en 1997
« La nouvelle municipalité de La Patrie a été créée le 24 décembre 1997. Elle est issue du regroupement de la municipalité du village de La Patrie et de la municipalité du canton de Ditton ».

## Géographie
La Patrie se situe au sud-ouest du mont Mégantic. Situé à environ 400 mètres d'altitude, le village est à l'ouest d'une vallée agricole traversée par la Rivière au Saumon (Le Haut-Saint-François) et est au croisement des routes Route 212 et Route 257, qui la traversent d'est en ouest et du nord au sud, à 17 km au nord de la Frontière entre le Canada et les États-Unis.
Elle est traversée du nord au sud par la route 257 et d'est en ouest par la route 212.

## Démographie
| 1996 | 2001 | 2006 | 2011 | 2016 | 2021 |
| ---- | ---- | ---- | ---- | ---- | ---- |
| 816  | 794  | 805  | 749  | 768  | 805  |

## Administration
Les élections municipales se font en bloc pour le maire et les six conseillers.
| La Patrie Maires depuis 2001                                                                                         |                 |         |          |
| Élection | Maire           | Qualité | Résultat |
| 2001 | Jacques Blais   |         | Voir     |
| 2005 | Jacques Blais   | Voir    |          |
| 2009 | Jacques Blais   | Voir    |          |
| n/d | Chantal Prévost |         | Voir     |
| 2013 | Bruno Gobeil    |         | Voir     |
| 2017 | Johanne Delage  |         | Voir     |
| 2021 | Johanne Delage  | Voir    |          |
| Élection partielle en italique Depuis 2005, les élections sont simultanées dans toutes les municipalités québécoises |                 |         |          |

## Économie
L'épicerie, la quincaillerie, la lingerie ainsi que la meunerie appartiennent à la coopérative agricole du village. L'agriculture est le principal moteur économique de la municipalité. L'ancien maire, Jacques Blais, exerce lui-même ce métier.
Quelques industries spécialisées dans le domaine de la foresterie et de ses dérivés dans le travail du bois se sont installées à La Patrie, en particulier les deux usines de guitares de Guitabec, filiale du groupe LaSiDo Inc.

## Environnement
Participant à un programme initié et créé par le parc national du Mont-Mégantic en collaboration avec notamment Hydro-Québec, le village de La Patrie a substantiellement diminué sa pollution lumineuse, qui nuisait fortement à l'Observatoire du Mont-Mégantic.

## Tourisme
La Patrie fait partie du circuit des sheds panoramiques, un parcours de 150 km à travers le Haut-Saint-François. Ce circuit comprend plusieurs sheds offrant des points de vue sur les paysages de la région. La halte de La Patrie donne une vue sur le village ainsi que sur le mont Mégantic.